# Anders Hostrup
Anders Hostrup (født 13. april 1990 i Haderslev) er en dansk tidligere fodboldspiller, der spillede i Ribe BK. Han blev efterfølgende kunderådgiver hos Andelskassens filial i Ribe.
I slutningen af januar 2012 blev han udlejet et halvt år fra SønderjyskE til Skive IK. Cirka 6 uger inde i lejeaftalen blev det allerede aftalt mellem klubberne og Anders, at han permanent skulle spille for Skive IK. Det blev til en 2 årig kontrakt, som trådte i kraft efter lejeaftalen udløb. Nærmere bestemt d. 1.juli 2012 og løber til 30. juni 2014.[kilde mangler] Efterfølgende blev han hentet til FC Fredericia.
I ungdomsårene spillede han for Rødding Idrætsforening og Ribe Boldklub.[kilde mangler] Hostrup er født i Haderslev og opvokset i Rødding.